# Yuri Solano
Yuri Fernando Solano Sánchez (Loja, Provincia de Loja, Ecuador, 21 de febrero de 1980) es un entrenador ecuatoriano de fútbol.

## Biografía
Solano nació en la ciudad de Loja el 21 de febrero de 1980. A los 17 años dejó su ciudad natal para mudarse a vivir a Cuenca y tras la crisis bancaria que sufrió el Ecuador en 1999, decidió mudarse a Rusia para mejorar su estilo de vida, en aquel país estudio la carrera de electrónica y obtuvo una maestría pero nunca la ejerció porque su obsesión era el fútbol. Es así que en el año 2004 llegó al Rubín Kazán para trabajar como traductor del equipo profesional. En el 2011 decidió formarse en una academia de Moscú como director técnico, siendo el año 2015 cuando comenzó su trabajo como entrenador siendo el asistente en el FK Rostov y luego en Rubin Kazan.
Después de su larga estancia en el país europeo se da su regreso a Ecuador, comenzando su carrera en su país natal en el Independiente del Valle en la categoría sub-18. El 1 de marzo de 2020 se consagró campeón de la Copa Libertadores Sub-20 con la categoría sub-20, tras vencer en la final 2 a 1 al River Plate Sub-20 de Argentina, convirtiéndose de esta manera en el primer entrenador ecuatoriano en ganar dicho torneo.
Para el mes de mayo de 2020 es asignado como en el entrenador del equipo filial, el Independiente Juniors que milita en el Serie B de Ecuador.

## Clubes
| Club                            | País    | Año       |
| ------------------------------- | ------- | --------- |
| Rubin Kazan (Traductor)         | Rusia   | 2003-2015 |
| Rostov (Traductor)              | Rusia   | 2015      |
| Rostov (Prepardor físico)       | Rusia   | 2015-2017 |
| Rubin Kazan (Preparador físico) | Rusia   | 2017-2018 |
| Independiente del Valle Sub-20  | Ecuador | 2019-2020 |
| Independiente Juniors           | Ecuador | 2020      |
| 9 de Octubre                    | Ecuador | 2023-2024 |

## Palmarés

### Campeonatos internacionales
| Título                   | Club                    | Sede     | Año  |
| ------------------------ | ----------------------- | -------- | ---- |
| Copa Libertadores Sub-20 | Independiente del Valle | Asunción | 2020 |